# Schildpadmier
De schildpadmier (Cephalotes curvistriatus) is een mierensoort uit de onderfamilie knoopmieren (Myrmicinae). De wetenschappelijke naam van de soort is voor het eerst geldig gepubliceerd in 1899 door Forel.